# Roland (prénom)
Pour les articles homonymes, voir Roland (homonymie).
Roland est un prénom masculin, principalement fêté le 15 septembre.

## Étymologie
Roland vient du nom de personne germanique Hrodland, composé de hrod- qui signifie « gloire » et de -land qui signifie « territoire ».

## Variantes
Il a pour variante masculine Rolland et formes féminines Rolande et Rollande. On trouve couramment en France les formes Rolando, d'origine espagnole, et Orlando, d'origine italienne.

## Popularité du prénom
Au début de 2010, près de 92 000 personnes étaient prénommées Roland en France. C'est le 79e prénom le plus attribué au siècle dernier dans ce pays, et l'année où il a été attribué le plus est 1947, avec un nombre de 3 730 naissances.
Quant à la forme Rolland, au début de 2010, près de 6 000 personnes étaient prénommées ainsi en France. C'est le 348e prénom le plus attribué au siècle dernier dans ce pays, et l'année où il a été attribué le plus est 1949, avec un nombre de 235 naissances.

## Personnes portant ce prénom
- Pour voir tous les articles concernant les personnes portant ce prénom, consulter les pages commençant par Roland et Rolland.

## Saint des églises chrétiennes
- Roland de Medici († 1386), ermite en Émilie (Italie), bienheureux de l'Église catholique.